# ماري آن غارنر
ماري آن غارنر (بالإنجليزية: Peggy Ann Garner)‏ (و. 1932 – 1984 م) هي ممثلة مسرحية، وممثلة أفلام، وممثلة تلفزيونية، وعارضة أمريكية، ولدت في كانتون، أوهايو، توفيت في وودلاند هيلز، عن عمر يناهز 52 عاماً، بسبب سرطان البنكرياس.

## التعليم
تعلمت في مدرسة الجامعة الثانوية ‏.

## جوائز
حصلت على جوائز منها:
- Academy Juvenile Award [الإنجليزية]‏ (1946).

## وصلات خارجية
- ماري آن غارنر على موقع IMDb (الإنجليزية)
- ماري آن غارنر على موقع ألو سيني (الفرنسية)
- ماري آن غارنر على موقع تيرنر كلاسيك موفيز (الإنجليزية)
- ماري آن غارنر على موقع أول موفي (الإنجليزية)
- ماري آن غارنر على موقع قاعدة بيانات برودواي على الإنترنت (الإنجليزية)
- ماري آن غارنر على موقع قاعدة بيانات الأفلام السويدية (السويدية)
- ماري آن غارنر على موقع إن إن دي بي (الإنجليزية)
- ماري آن غارنر على موقع قاعدة بيانات الفيلم (الإنجليزية)
- ماري آن غارنر على موقع كينوبويسك (الروسية)